# Jardin des Deux-Moulins
Le jardin des Deux-Moulins est un espace vert du 13e arrondissement de Paris, en France.

## Situation et accès
Le jardin est accessible par le 78, avenue Edison.
Il est desservi par les lignes 5, 6 et 7 à la station Place d'Italie.

## Historique
Le jardin est créé en 1973.